# Sphaeronella vararensis
Sphaeronella vararensis is een eenoogkreeftjessoort uit de familie van de Nicothoidae. De wetenschappelijke naam van de soort is voor het eerst geldig gepubliceerd in 1905 door Scott T..